# Шиманов, Геннадий Михайлович
Геннадий Михайлович Шиманов (10 июля 1937, село Идрица, Калининская область — 24 мая 2013, Москва) — российский православный мыслитель, публицист и общественный деятель, один из идеологов русского национального возрождения.
Автор нескольких десятков статей, собранных в две книги, распространявшиеся в Самиздате. Многие тексты и письма Шиманова долгое время хранились в архиве Кестон-Колледжа и опубликованы в России лишь после 1991 года.

## Биография
Родился в крестьянской семье в селе Идрица (ныне — Тверской области).

В 14-летнем возрасте знакомится со стихами Есенина, которые изменяют его отношение к жизни. Утрачивает интерес к предметам, изучаемым в школе. Постепенно в нём растет понимание того, что стремление к успеху в жизни и обычный путь образования уводят от постижения смысла жизни. В 1955, перед выпускными экзаменами, бросает школу и вербуется на лесоповал в Сибирь.

В дальнейшем служит в армии и после демобилизации работает в Москве на работах «дающих минимум средств для жизни и максимум свободного времени для чтения, раздумий и разговоров с близкими по духу людьми». В этот период Шиманов знакомится с творчеством Ф. М. Достоевского и русской религиозной философией, что определяет его дальнейшие взгляды.
В начале 1960-х годов Шиманов осознаёт себя православным христианином. Занимается перепечаткой и распространением в Самиздате христианской литературы, а также пришет собственные статьи на тему религии. В период 1960-х — начала 1970-x годов им написано множество статей, основными темами которых являются защита христианства, а также размышления на историко-философские темы и поиски пути развития общества, который позволил бы преодолеть переживаемый Россией духовный кризис. В это время Шиманов имеет антисоветские убеждения, связанные в первую очередь с антирелигиозной политикой властей в СССР, так как считает православие той главной основой, на которой должно существовать здоровое общество. В этот период вокруг Шиманова формируется неформальная группа, в основном состоящая из людей, сочувствено относящихся к христианству и разделяющих его взгляды.
В результате этой деятельности по требованию КГБ Шиманова помещают в психиатрическую больницу, где убеждают отказаться от пропаганды своих взглядов. Эти события описаны им в «Записках из красного дома» (1969 год), которые были опубликованы на Западе (на нескольких языках) и транслировались оттуда по радио в СССР.
К периоду конца 1960-х — начала 1970-x годов относится тесное сотрудничество Шиманова с В. Н. Осиповым, священником Дмитрием Дудко и другими идеологами и сторонниками русского национального возрождения. Он принимает активное участие в издании машинописного журнала «Вече». Как вспоминает об этом сам Шиманов:

В настоящее время трудно представить себе, чем было «Вече» для его тогдашних читателей. Уже одни только слухи о том, что где-то в Москве издаётся самиздатский русский журнал, действовали на сознание возбуждающе. Журнал передавали из рук в руки, иногда на несколько дней, иногда только на ночь. Он будоражил умы, привыкшие к господству опостылевшей марксистской мякины и уже приучаемые к тому, что добрую идейную пищу надо искать на процветающем либеральном Западе. Журнал открывал читателям нечто невероятное, о чём было нельзя прочитать даже в самом фантастическом романе: возможность и праведность русской мысли, озабоченной состоянием и судьбою Русского Народа.

В 1970-е годы происходит дальнейшая эволюция взглядов Шиманова: постепенно он приходит к убеждению, что либеральная демократия и принципы западного правосознания (которые он положительно оценивал в более ранний период своей деятельности — см., например, статью «Площадь Пушкина») ещё более вредны для русского народа, чем социализм, построенный на марксистско-ленинской основе, и придаёт всё большее значение русским национальным ценностям. Продолжая эту линию рассуждений, Шиманов заключает, что поскольку советская власть является исторической реальностью, ей нельзя сопротивляться, а нужно использовать для религиозно-национального возрождения:

«Объединить всех на антисоветской основе» — вот заветная мечта всех антисоветчиков. «Советская власть есть величайшее зло» — это их самый любимый лозунг. Но мы обязаны трезвыми, мы обязаны православными глазами смотреть на вещи. Величайшее зло — это не искать Божией правды и не созидать свою жизнь по этой правде. Будешь искать и будешь строить — и никакая власть тебе в этом помешать не сможет. Советская власть — это не только безбожие и величайшая в мире гроза, это также и некая тайна и орудие Божьего Промысла.

Эта позиция Шиманова вызвала неприятие и резкие возражения и либерально и демократически настроенной части интеллигенции. Его стали обвинять в проповеди авторитарной власти и господства православия, русском национализме и антисемитизме.

…особенно резкая реакция последовала со стороны евреев, обвинивших его в антисемитизме. Проблема взаимоотношений между православными христианами и евреями явилась также причиной конфликта между Шимановым и другими православными правого крыла … с одной стороны, и такими либеральными православными, как Евгений Барабанов и отец Александр Мень, с другой.

По словами оппонента Шиманова, известного публициста и советолога А. Л. Янова, после изгнания А. И. Солженицына и ареста В. Н. Осипова Шиманов стал «одним из самых влиятельных идейных лидеров течения, которое я называю диссидентской Правой… Сочинения Шиманова представляют один из самых замечательных и индикативных феноменов идейного процесса, происходящего в сегодняшнем СССР».
По словам литературоведа и критика В. В. Кожинова, «ряд его сочинений в 1970-е годы был опубликован за рубежом, а высказанные им идеи вызвали там множество откликов, породив целую литературу. Один перечень касающихся так или иначе Геннадия Шиманова зарубежных книг и статей занял бы несколько страниц».
В 1980-е годы продолжал публицистическую деятельность, а также редактировал и издавал самиздатские альманахи «Многая лета» (1980—1982) и «Непрядва» (1987—1991). С 1991 года начал печататься в многотиражной прессе в России, начиная с 1993 года — в журнале «Молодая гвардия». В 2003 году вышла в свет его книга «Спор о России», содержащая избранные статьи, написанные им в период с 1971 по 2003 годы.
Михаил Агурский отмечал в своих мемуарах: "До меня давно доходили слухи, что Генмих (Геннадий Михайлович) Шиманов, которого я давно знал, стал русским националистом и антисемитом, несмотря на свою милую полуеврейскую жену. Летом 1972 года я навестил Генмиха... [Он] принял меня дружелюбно, но метал громы и молнии в адрес "евреев", козни которых были повсюду. Он уже расстался с демократической деятельностью, ибо она, по его словам, служила еврейским интересам и была "антирусской".

## Публикации
- Шиманов Г. М. Записки из красного дома / Сост. и отв. ред. О. А. Платонов. — М.: Институт русской цивилизации, 2013. — 1024 с. — ISBN 978-5-4261-0042-8.